# Августовка (Тернопольская область)
Августо́вка (укр. Августі́вка) — село в Зборовской городской общине Тернопольского района Тернопольской области Украины.
Код КОАТУУ — 6123080201. Население по переписи 2017 года составляло 589 человек.
До 2020 года входило в Козовский район.

## Географическое положение
Село Августовка находится у истоков реки Конюхи (бассейн Днестра),
ниже по течению на расстоянии в 1 км расположено село Конюхи.

## История
- 1445 год — дата основания.

## Объекты социальной сферы
- Школа I—IIІ ст.

## Достопримечательности
- Братская могила советских воинов.